# 沃什博尔多高索尼
沃什博尔多高索尼（匈牙利語：Vasboldogasszony）是匈牙利佐洛州所辖的一个村，总面积11.75平方公里，总人口613，人口密度52.2人/平方公里（2010年1月1日）。